# يوشيتاكا فوجساكي
يوشيتاكا فوجِساكي (باليابانية: 藤崎 義孝) (16 مايو 1975 في كاغوشيما في اليابان – )؛ هو لاعب كرة قدم ياباني سابق كان يلعب كمداف.

## وصلات خارجية
- يوشيتاكا فوجساكي على موقع رابطة كرة القدم اليابانية للمحترفين (اليابانية)
- يوشيتاكا فوجساكي على موقع عالم كرة القدم.نت (الإنجليزية)